# グローイング・アップ2/ゴーイング・ステディ
『グローイング・アップ2/ゴーイング・ステディ』（原題：Going Steady）は、1979年に公開されたイスラエル・アメリカ映画である。

## 概要
オールディーズをふんだんに使った青春映画「グローイングアップ」シリーズの第２弾。監督はボアズ・デヴィッドソン。

## あらすじ
ベンジー、ボビー、ヒューイのおバカ三人組は、海で可愛い女の子を見つけてナンパするものの、裸にされて海に放置されてしまう。しかしベンジーがとびっきりの美女に恋をしてしまう。 

## キャスト
| 役名         | 俳優                       | 日本語吹き替え | 日本語吹き替え |
| 役名         | 俳優                       | フジテレビ版1  | フジテレビ版2  |
| ------------ | -------------------------- | -------------- | -------------- |
| ベンジー     | イフタク・カツール         | 田原俊彦       | 三ツ矢雄二     |
| ボビー       | ジョナサン・シーガル       | 川崎麻世       | 池田秀一       |
| ヒューイ     | ツァッチ・ノイ             | 松原秀樹       | 山田昌人       |
| タミー       | イヴォンヌ・ミカエル       | 玉川砂記子     | 伊藤麻衣子     |
| バズーム     | ヌリット・マナン           | 石原由起子     | 横尾まり       |
| シェリー     | ダフナ・アルモーニ         | 幸田直子       | 井上瑤         |
| マーサ       | レイチェル・スタイナー     | 鵜飼るみ子     | 麻上洋子       |
| ベンジーの母 | ドボラ・ケイダー           | 京田尚子       | 京田尚子       |
| ベンジーの父 | メナシュ・ワーシャフスキー | 坂口芳貞       | 千葉耕市       |

- フジテレビ版1：初回放送1981年8月8日『ゴールデン洋画劇場』
- フジテレビ版2：初回放送1983年11月19日『ゴールデン洋画劇場』

## シリーズ
- グローイング・アップ（1978年）
- グローイング・アップ2/ゴーイング・ステディ（1979年）
- グローイング・アップ3/恋のチューインガム（1981年）
- グローイング・アップ4/渚でデート（1983年）
- グローイング・アップ5/ベイビー・ラブ（1984年）
- グローイング・アップ6/恋のネイビーブルー（1984年）
- グローイング・アップ7/恋の卒業パーティ（1986年）
- グローイング・アップ8/サマータイム・ブルース（1988年）

番外篇
- グローイング・アップ/ラスト・バージン（1982年）